# خشيف باودن
خشيف باودن (بالإنجليزية: Bowden Névé)‏ا () هو خشيف بعرض حوالي 20 ميلاً بحريًا (40 كم)، يقع جنوبًا من جبل ميلر بين سلسلة جبال الملكة إليزابيث وسلسلة جبال الملكة ألكسندرا. وقد لوحظ في عام 1958 من قبل الفريق الجنوبي لنيوزيلندا في بعثة الكومنولث عبر القارة القطبية الجنوبية (CTA) ا(1956-1958) وتم تسميته باسم تشارلز مور باودن (Charles M. Bowden)، رئيس لجنة بحر روس التي نظمت فريق نيوزيلندا في البعثة.